# Carbonat de sodi
El carbonat de sodi és un compost inorgànic, una sal que conté cations sodi {\displaystyle {\ce {Na+}}}i anions carbonat {\displaystyle {\ce {CO3^2-}}}. És conegut tradicionalment com a sosa, de l'àrab sawda, ‘negra’. Comunament cristal·litza amb deu molècules d'aigua de coordinació {\displaystyle {\ce {Na2CO3*10H2O}}} i ràpidament es deshidrata per formar una pols blanca, el monohidrat {\displaystyle {\ce {Na2CO3*H2O}}}. Aquest compost pot extreure's de jaciments de roques evaporítiques dels minerals natró i trona, de cendres de plantes halòfites o bé obtenir-se sintèticament a partir del clorur de sodi mitjançant el procés Solvay. Té gran importància industrial, s'empra en la fabricació de vidre (50%), en la producció de sabons i detergents (10%), i la resta en l'obtenció de fosfats, silicats i cromats, en metal·lúrgia, com additiu alimentari E500i (antiaglomerant i regulador de l'acidesa), tractament d'aigües, etc. La producció mundial el 2018 fou de 52 milions de tones anuals (14,7 milions naturals i la resta sintètiques), essent el primer productor la Xina amb 46% del total.

## Història
El carbonat de sodi era conegut des de l'antiguitat i emprat com a producte de neteja. Els egipcis l'anomenaven nitri, que vol dir 'diví', 'pur', i els grecs νιτρον nitron. Posteriorment els àrabs l'anomenaren natró, i d'ell passà al català. Documents de la dinastia XVIII d'Egipte (~1550 aC–1295 aC) indiquen que l'obtenien de jaciments naturals de la depressió Wadi El Natrun, prop de l'antiga ciutat de Nàucratis i del delta del Nil; i també dels jaciments prop de la ciutat d'El-Kab, a l'Alt Egipte. Els antics egipcis exportaven aquesta sal a molts països i s'emprava per blanquejar la roba, netejar-se la boca mastegant-la humida, com a component del foc d'encens, i també com a component de materials momificants.

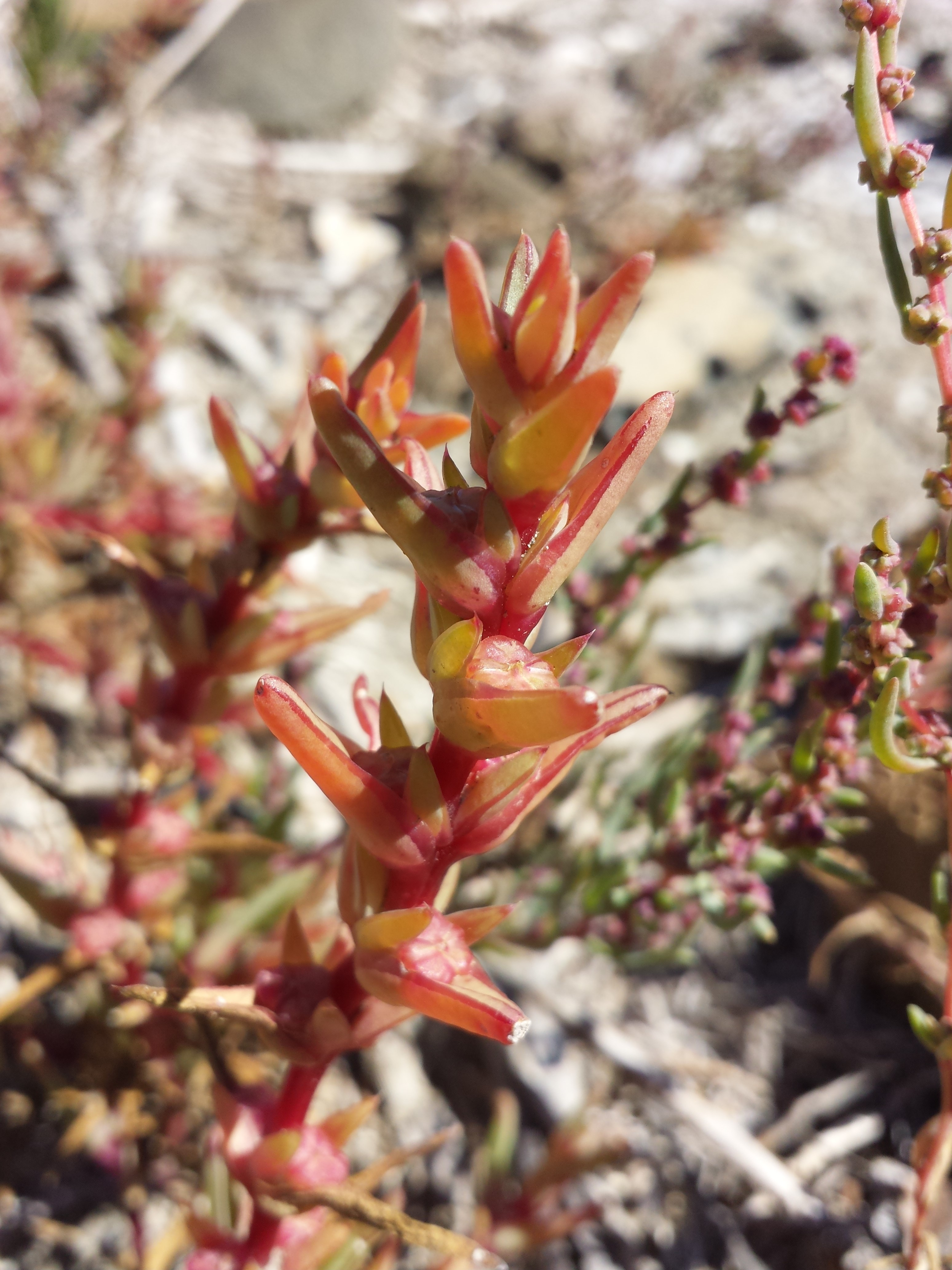
Barrella (Salsola soda)

Els antics també coneixien que les cendres de certes plantes eren semblants a aquesta sal i s'establiren indústries per a la seva producció i exportació. Els àrabs dugueren aquesta indústria a la península Ibèrica i empraven un arbust que anomenaven kali o al kali, en català barrella (Soda inermis). En general moltes de les plantes resistents a la salinitat, halòfites, s'empraren en diferents llocs per obtenir carbonat de sodi. Són plantes dels gèneres Salsola, Salicornia, Atriplex, Limonium, Quenopodi i Fucus. A la costa mediterrània de la península Ibèrica (Alacant, Múrcia i Màlaga) es cultivava i s'exportava; i també a altres indrets on no n'era nativa (Aragó, Granada, Sevilla, i Castella-La Manxa). Les cendres contenen un 25–30% de carbonat de sodi. Durant el segle xviii era el producte de més alta qualitat que es podia aconseguir arreu d'Europa.
Cap el 1750 la capacitat de producció de carbonat de sodi i la reducció del comerç degut a les guerres feren que el seu subministrament pel seu creixent ús (mineria, metal·lúrgia, producció de vidre, fabricació de sabó, etc) fou insuficient. Aleshores el 1775 el govern francès de Lluís XVI oferí un premi de 2400 lliures a l'Académie des Sciencies per premiar a qui descobrís un mètode per obtindre carbonat de sodi a partir de la sal marina. Molts científics d'arreu d'Europa participaren en aquest concurs resultant guanyador Nicolas Leblanc el 1792. Malgrat iniciar la producció industrial de carbonat de sodi, Leblanc mai rebé el premi ofert perquè l'Académie des Sciences es dissolgué amb la Revolució Francesa de 1789. El 1855, però, Napoleó III concedí un pagament als seus hereus en lloc del premi.
El 1861, el químic industrial belga Ernest Solvay desenvolupà un mètode per convertir el clorur de sodi en carbonat de sodi mitjançant amoníac i diòxid de carboni. Aquest nou procés era substancialment més econòmic que el procés de Leblanc, que també genera dos productes de rebuig, el sulfur de calci i el clorur d'hidrogen, que produïen problemes d'eliminació i de toxicitat. El procés de Solvay arribà a dominar ràpidament la producció de carbonat de sodi a nivell mundial. Cap al 1900, el 90% del carbonat de sodi era produït pel procés Solvay, i l'última planta de procés de Leblanc es tancà a principis dels anys vint. Actualment el 71,7% de la producció mundial empra el procés Solvay i la resta s'obté de dipòsits naturals.

## Propietats

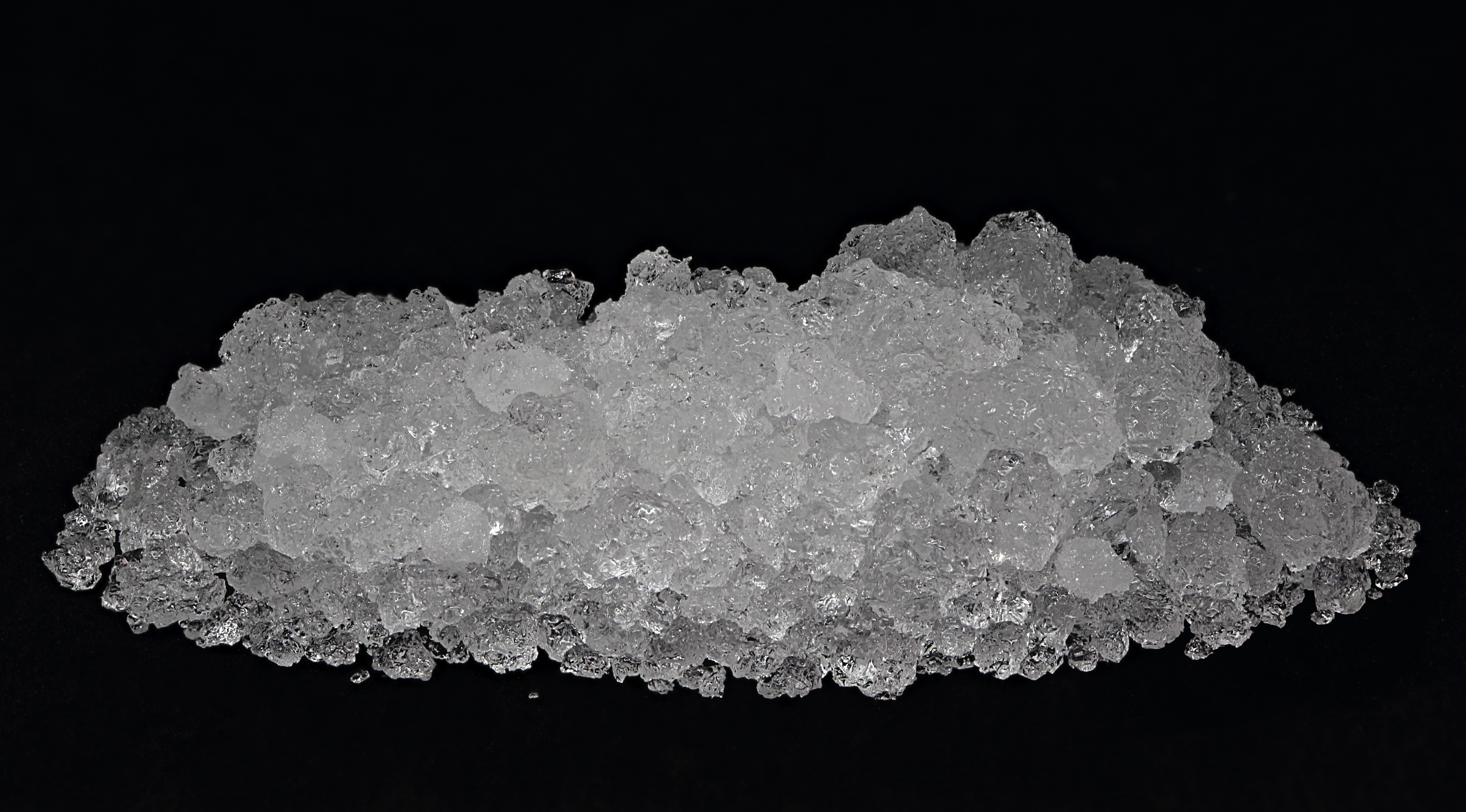
Cristalls de carbonat de sodi

### Propietats físiques
El carbonat de sodi es presenta en forma de cristalls incolors o blancs, la forma anhidra {\displaystyle {\ce {Na2CO3}}} és higroscòpica i forma diferents hidrats; la forma decahidratada {\displaystyle {\ce {Na2CO3*10H2O}}} és eflorescent. Té una densitat de 2,54 g/cm³, el seu punt de fusió és de 856 °C i el seu índex de refracció 1,535. És soluble en aigua (30,7 g en 100 g d'aigua a 20 °C) i la seva solubilitat augmenta amb la temperatura. És insoluble en etanol i acetona. Les dissolucions aquoses són molt alcalines, el seu pH val 11,70 per a una dissolució del 10% en massa. Si el decahidrat s'escalfa a 32 °C perd aigua i es transforma en l'heptahidrat {\displaystyle {\ce {Na2CO3*7H2O}}}, que si se segueix escalfant fins a 35,5 °C dona el monohidrat {\displaystyle {\ce {Na2CO3*H2O}}}. Si se segueix escalfant perd tota l'aigua i després es fon, però no es descompon com sí fa el carbonat de liti o els carbonats dels alcalinoterris.

### Propietats químiques
El carbonat de sodi en dissoldre's en aigua s'hidrolitza, es romp en cations sodi {\displaystyle {\ce {Na+}}} i anions carbonat {\displaystyle {\ce {CO3^2-}}}. Té propietats de base de Brønsted, en dissolució aquosa els anions carbonat {\displaystyle {\ce {CO3^2-}}} reaccionen amb l'aigua i donen anions hidrogencarbonat {\displaystyle {\ce {HCO3-}}}i anions hidròxid {\displaystyle {\ce {OH-}}} que donen dissolucions de pH alt, alcalines. La reacció té una constant d'equilibri Kb = 2,3×10–8, i es representa com:
{\displaystyle {\ce {CO3^2- + H2O <=> HCO3- + OH-}}}Els anions hidrogencarbonat també poden reaccionar amb l'aigua per donar àcid carbònic {\displaystyle {\ce {H2CO3}}} i anions hidròxid, però és en quantitats molt baixes:
{\displaystyle {\ce {HCO3- + H2O <<=> H2CO3 + OH-}}}
Com tots els carbonats, en estat sòlid reacciona amb àcids, com ara l'àcid clorhídric {\displaystyle {\ce {HCl(aq)}}}, per donar clorur de sodi {\displaystyle {\ce {NaCl}}}, diòxid de carboni {\displaystyle {\ce {CO2}}} i aigua:
{\displaystyle {\ce {Na2CO3 + 2HCl -> 2NaCl + CO2 + H2O}}}

## Estat natural

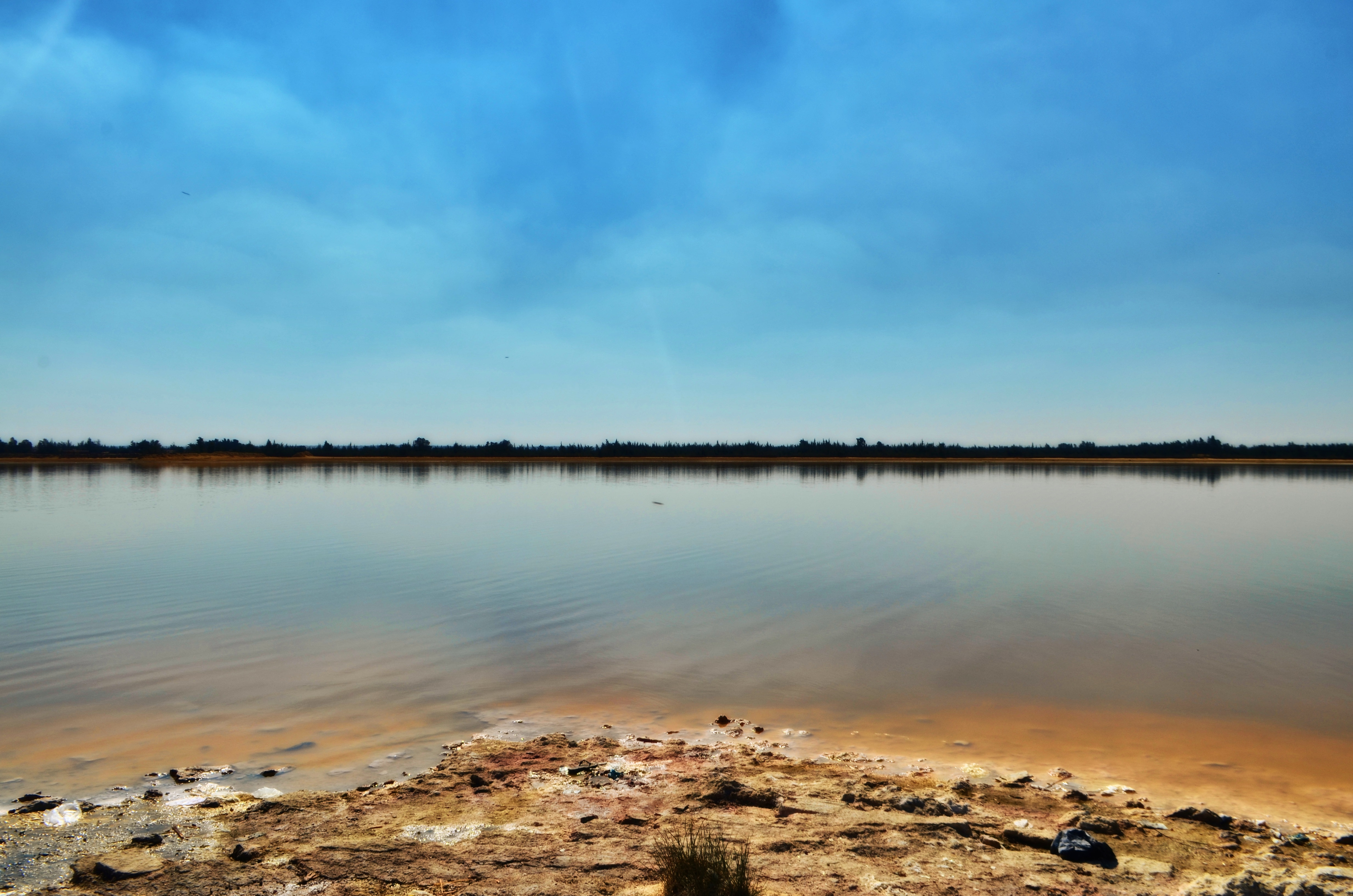
Llac Naba' El-Hamra, Wadi El Natrun, Egipte

El jaciment més conegut des de l'antiguitat són els que es troben a Wadi El Natrun, al nord d'Egipte. Es tracta d'una depressió situada a uns 23 m sota el nivell de la mar amb onze llacs que tenen aigües molt alcalines. El nivell de l'aigua assoleix el màxim el més d'abril i després es va evaporant amb l'increment de la temperatura fins a assecar-se completament en algunes zones els mesos d'estiu. En aquestes parts queda un crosta d'uns 40–50 cm de gruixa que conté el mineral natró, carbonat de sodi decahidratat {\displaystyle {\ce {Na2CO3*10H2O}}}, a més d'altres sals.

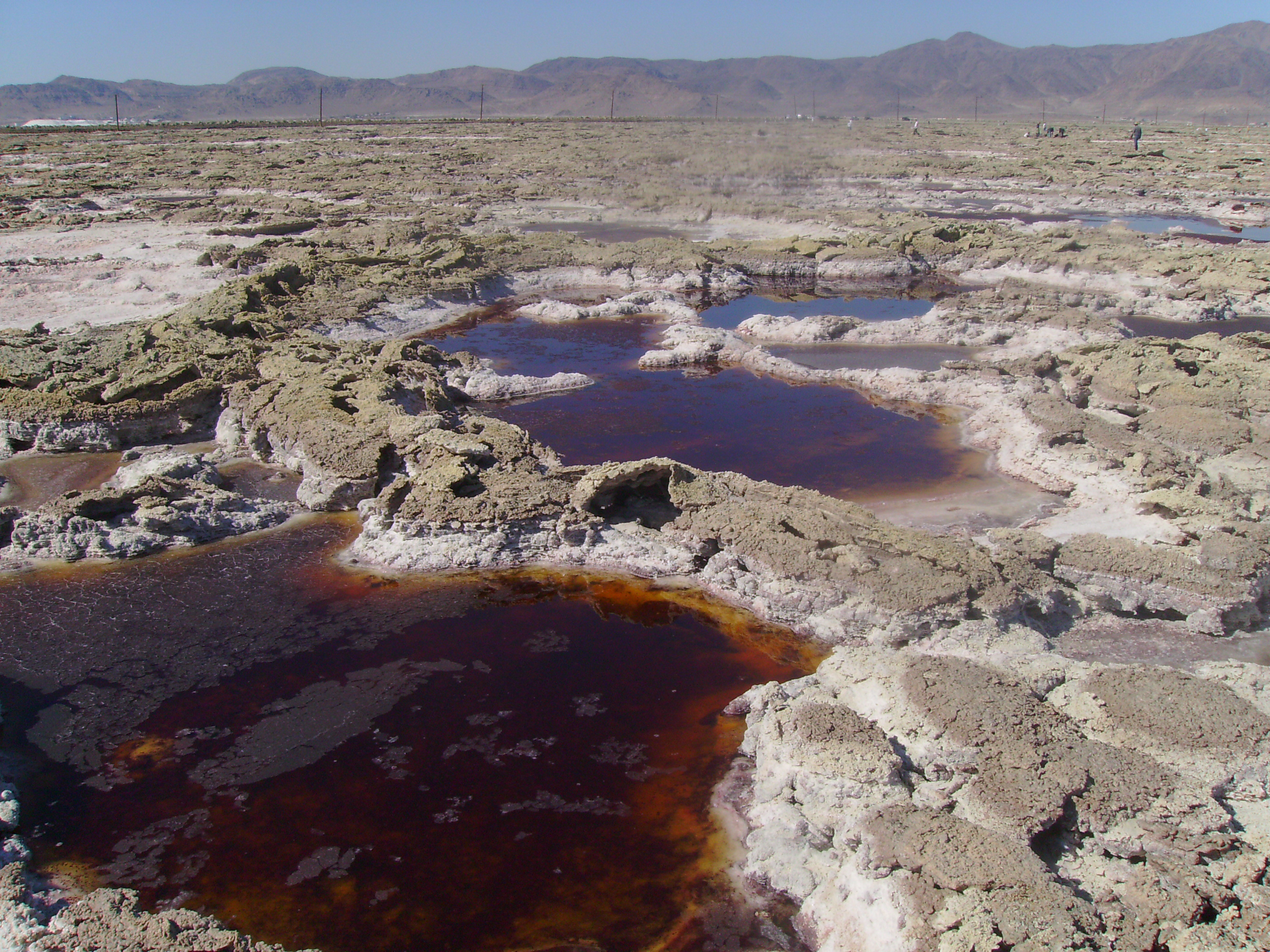
Trona al llac Searles, Califòrnia

A Amèrica, durant la conquesta, es trobaren jaciments a Mèxic, on ja l'empraven les cultures pre-colombines i a Veneçuela, prop de Mèrida, a la llacuna d'Urao. Urao és el nom com es coneix en aquell lloc el mineral trona, constituït per carbonat de sodi, hidrogencarbonat de sodi i aigua d'hidratació segons la fórmula {\displaystyle {\ce {Na2CO3*NaHCO3*2H2O}}}. El 1835 es descobrí un gran jaciment de trona prop d'Independence Rock, Wyoming, i el 1907 al riu Green, a Wyoming i Utah; essent aquest el més gran del món. També a Califòrnia es descobrí un jaciment de trona al llac Searles, al desert de Mojave, i una seixantena més en altres països. Actualment aquests jaciments proporcionen aproximadament una tercera part del carbonat de sodi consumit per la industria mundial (unes 10 500 milions de tones de les 34 000 milions de tones anuals l'any 2000).
Per altra banda és present en moltes aigües minerals, per exemple a les dels balnearis de Vichy de França, Karlovy Vary de Txèquia i Burtscheid a Alemanya; en les aigües expulsades pel guèisers, com els d'Islàndia; i com eflorescència en roques volcàniques.

## Obtenció industrial

### Procés Leblanc

Esquema de les reaccions químiques del procés Leblanc

El 1792, el químic francès Nicolas Leblanc patentà un procés per produir carbonat de sodi a partir de sal (clorur de sodi), àcid sulfúric, pedra calcària (carbonat de calci) i carbó. En el primer pas, el clorur de sodi es tracta amb àcid sulfúric en el procés de Mannheim. Aquesta reacció produeix sulfat de sodi i clorur d'hidrogen:
{\displaystyle {\ce {2NaCl + H2SO4 -> Na2SO4 + 2HCl}}}
El sulfat de calci es redueix mesclant-lo amb carbó i escalfant la mescla. Aquesta conversió comporta dues parts. La primera és la reacció mitjançant la qual el carbó redueix el sulfat a sulfur:
{\displaystyle {\ce {Na2SO4 + 2C -> Na2S + 2CO2}}}
La segona fase és la reacció per produir carbonat de sodi i sulfur de calci:
{\displaystyle {\ce {Na2S + CaCO3 -> Na2CO3 + CaS}}}
El clorur d'hidrogen produït pel procés de Leblanc fou una font important de contaminació de l’aire i el subproducte sulfur de calci també presentà problemes d’eliminació de residus. Tot i això,fou el principal mètode de producció de carbonat de sodi fins a finals dels anys 1880.

### Procés Solvay

Esquema de les reaccions químiques del procés Solvay

El 1861, el químic industrial belga Ernest Solvay desenvolupà un mètode per convertir el clorur de sodi en carbonat de sodi mitjançant amoníac {\displaystyle {\ce {NH3}}} i diòxid de carboni {\displaystyle {\ce {CO2}}}:
{\displaystyle {\ce {NaCl + NH3 + CO2 + H2O -> NaHCO3 + NH4Cl}}}
L'hidrogenarbonat de sodi {\displaystyle {\ce {NaHCO3}}}es converteix llavors en carbonat de sodi escalfant-lo, alliberant aigua i diòxid de carboni:
{\displaystyle {\ce {2NaHCO3 -> Na2CO3 + H2O + CO2}}}
Mentrestant, l’amoníac es regenera a partir del subproducte clorur d’amoni tractant-lo amb la calç (òxid de calci) que queda de la generació de diòxid de carboni:
{\displaystyle {\ce {2NH4Cl + CaO -> 2NH3 + CaCl2 + H2O}}}

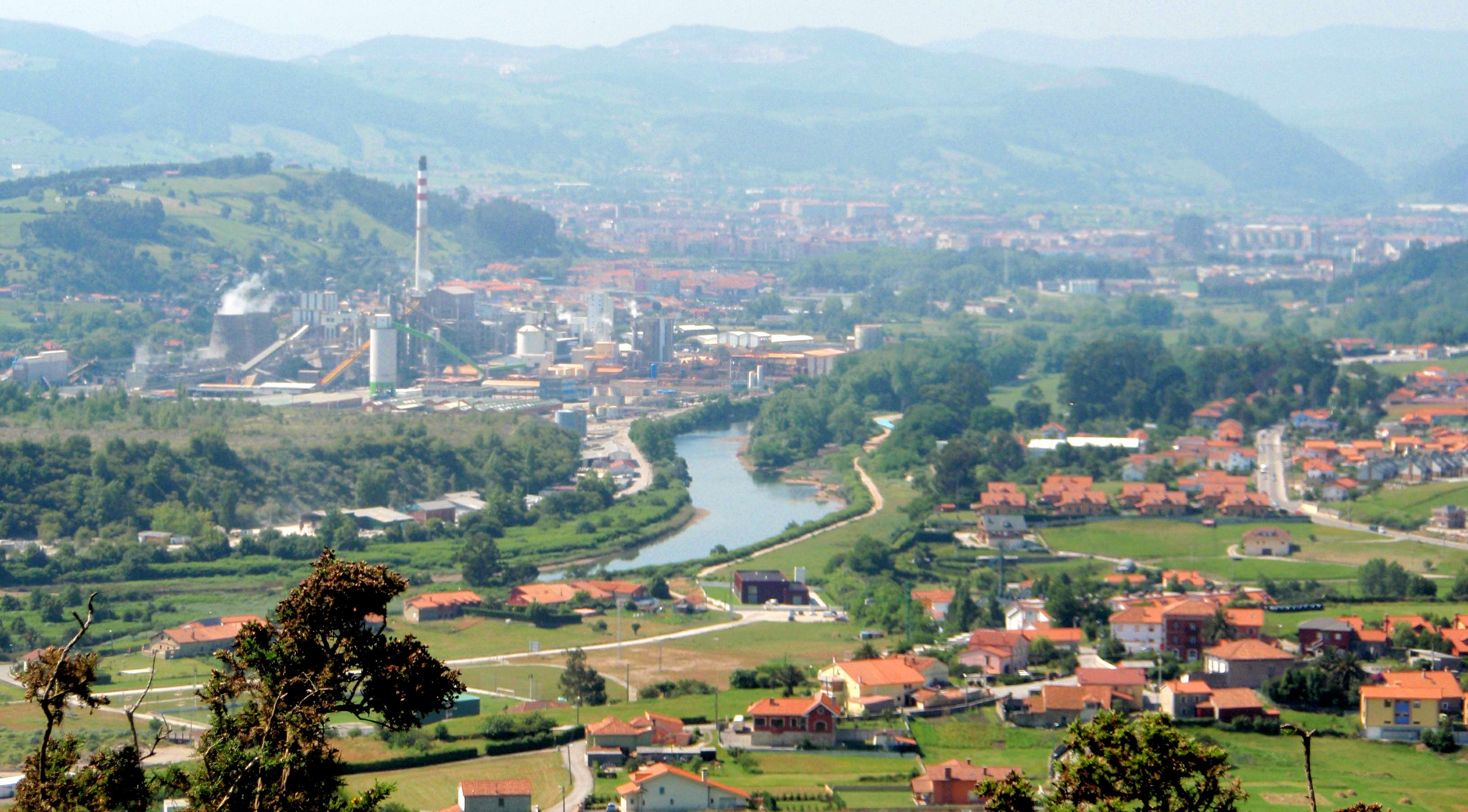
Fàbrica Solvay a Torrelavega, Cantàbria, on es produeix carbonat de sodi

El procés Solvay recicla el seu amoníac. Consumeix només salmorra i pedra calcària, i el clorur de calci és el seu únic producte residual. El procés és substancialment més econòmic que el procés de Leblanc, que genera dos productes de rebuig, el sulfur de calci i el clorur d'hidrogen. El procés de Solvay arribà a dominar ràpidament la producció de carbonat de sodi a nivell mundial. Cap al 1900, el 90% del carbonat de sodi era produït pel procés Solvay, i l'última planta de procés de Leblanc es tancà a principis dels anys vint.
El segon pas del procés de Solvay, escalfant l'hidrogencarbonat de sodi, s'utilitza a petita escala pels cuiners domèstics i en restaurants per elaborar carbonat de sodi amb finalitats culinàries (inclosos els pretzels i els fideus alcalins). El mètode és atractiu per a aquests usuaris perquè l'hidrogencarbonat de sodi es ven àmpliament com l'additiu alimentari E500ii i les temperatures requerides (121 °C a 149 °C) per convertir l'hidrogencarbonat de sodi en carbonat de sodi s'aconsegueixen fàcilment en forns de cuina convencionals.

## Aplicacions

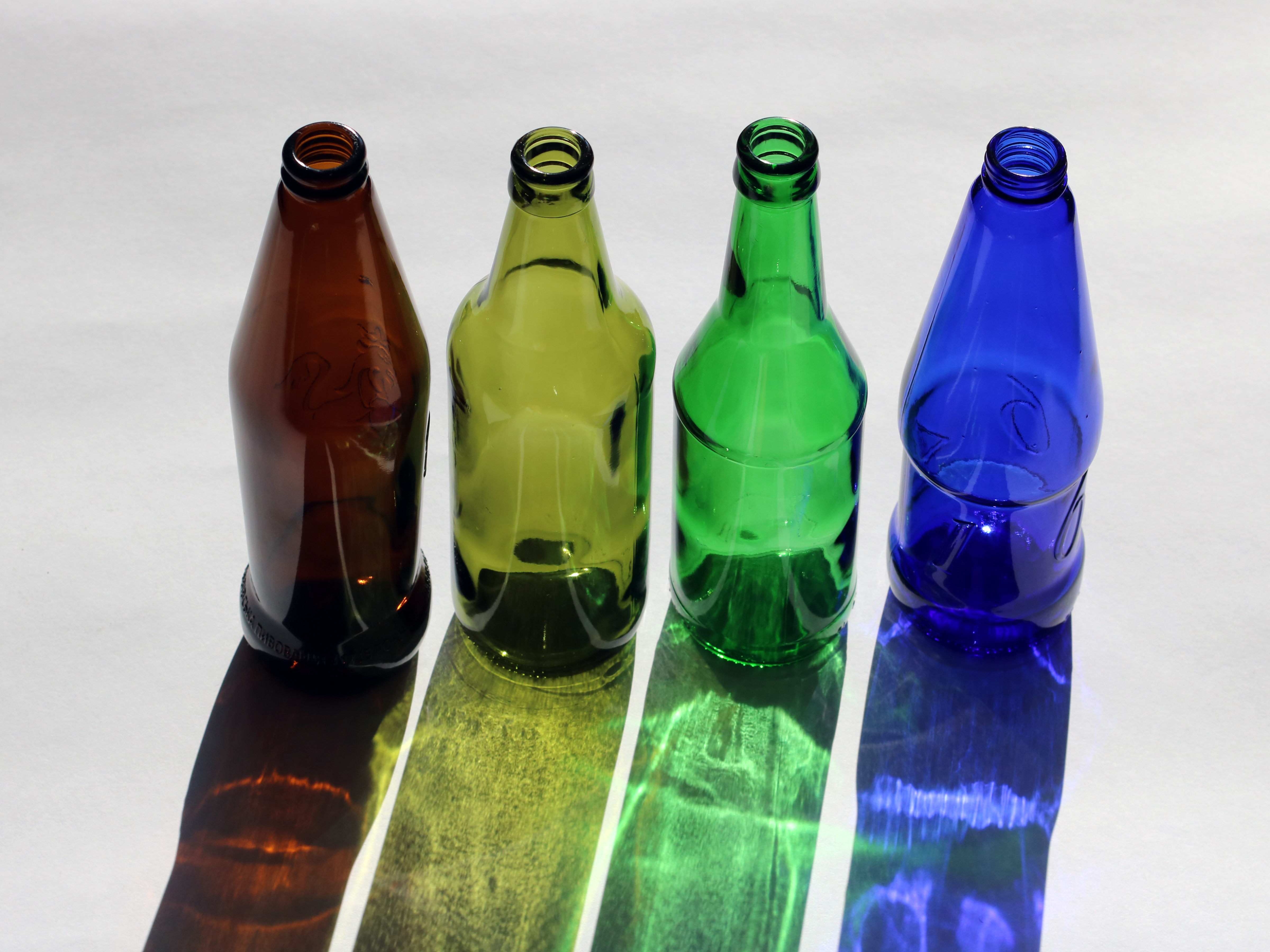
Botelles de vidre

La producció mundial el 2018 fou de 52 milions de tones anuals, essent el primer productor la Xina amb 46% del total (25 milions de tones), seguida dels EUA amb 11,7 milions de tones, totes elles naturals, Europa amb 11 milions de tones i Rússia amb 0,71 milions. Del total mundial 14,7 milions de tones són naturals, obtingudes de roques evaporítiques, essent el primer productor els EUA amb 11,7 milions de tones seguits de Turquia amb 2 milions de tones.
L'ús més important del carbonat de sodi és el de la producció de vidre. En escalfar-ho a alta temperatura juntament amb diòxid de silici {\displaystyle {\ce {SiO2}}} i carbonat de calci {\displaystyle {\ce {CaCO3}}} i refredar-ho molt ràpidament, es forma el vidre.
El carbonat de sodi és usat en moltes aplicacions per diverses raons. Per exemple, el carbonat de sodi s'usa com un regulador del pH per a mantenir l'alcalinitat del medi i així poder actuar la majoria dels agents reveladors. És usat també en piscines públiques com a neutralitzador dels efectes àcids del clor. En la taxidèrmia, el carbonat de sodi s'afegeix a l'aigua bullent per a aconseguir els ossos nets per a usos acadèmics.
En química, és usat sovint com un electròlit perquè es comporta molt bé com a conductor durant l'electròlisi. També es fa servir en química analítica com a patró primari per estandarditzar dissolucions d'àcids emprades com a valorants en les valoracions àcid-base, car en ser sòlid i estable a l'aire, és molt fàcil de pesar.
El seu ús domèstic principal és en les rentadores per a potenciar els efectes dels detergents. L'anió carbonat procedent del carbonat de sodi competeix amb els ions magnesi i calci de les aigües dures i fa que no s'enllacin amb el detergent i ho facin amb el carbonat. Això evita que s'hagi de posar més detergent del que seria necessari.